# Csernátony Lajos
Csernátony Lajos, Cseh Lajos (Kolozsvár, 1823. augusztus 21. – Budapest, 1901. március 4.) újságíró, politikus, Kossuth Lajos titkára.

## Életpályája
Erdélyi nemesi családból származott. Az 1848. március 15-ei forradalom után főmunkatársa lett a Pálffy Albert szerkesztette Marczius Tizenötödike című napilapnak. 1848 novemberétől a napilapnál végzett munkája mellett Kossuth Lajosnak, mint az Országos Honvédelmi Bizottmány elnökének titkáraként is működött. Cikkeinek szélsőséges köztársasági irányultsága sokszor ingerült vitákat gerjesztett. A lap többször megfogalmazta különvéleményét a kormány álláspontjával szemben és élesen támadta – Kossuth Lajoson kívül – a szabadságharc vezető tisztviselőit. A Kossuth számára is kellemetlen helyzet végül úgy oldódott meg, hogy Csernátony Kossuth kérésére 1849 februárjában lemondott titkári megbízatásáról. A Marczius Tizenötödike lapot a kormányzat 1849. július 8-án betiltotta.
Csernátony Lajost a világosi fegyverletétel már Párizsban érte. Haynau vele tévesztette össze Csernus Menyhért minisztériumi tisztviselőt és 1849. október 24-én őt végeztette ki a pesti Újépület mellett. Csernátony Lajos Párizsban együttműködött az osztrák titkosrendőrséggel, ennek ellenére 1851. szeptember 22-én távollétében halálra ítélték és nevét bitófára akasztották. 1851 és 1860 között Angliában, 1853-ban rövid időre az Amerikai Egyesült Államokban élt. Az emigrációban számos külföldi újság – a párizsi National Evenement, Presse, New York Times, londoni Morning Star – munkatársaként dolgozott és megismerte a modern újságírás eszközeit, melyeket hatásosan alkalmazott hazatérése után. 1860-tól Olaszországban élt, egy évig az itáliai magyar légió hadbírája volt.
1867-ben amnesztiát kapott. Hazatérése után, mint publicista a magyar sajtó egyik legtevékenyebb tagjává vált. 1867 és 1869 között A Hon című lap főmunkatársa, 1869 és 1877 között az Ellenőr című lap alapító főszerkesztője, később a Nemzet és a Magyar Nemzet című lapok főmunkatársa volt. Könnyed hangú, szellemesen támadó stílusa új irányt jelentett a magyar politikai újságírásban. Ő volt az első hazai sportrovat megindítója. Hazatérése után Tisza Kálmán közeli bizalmasa lett. 1869 és 1901 között előbb balközép, majd szabadelvű programmal országgyűlési képviselő volt. Mintegy tizenkétezer korona vagyonát a Magyarországi Hírlapírók Nyugdíjintézetére hagyta.
Buzinkay Géza szerint Csernátony a durva, személyeskedő politikai publicisztikát honosította meg a magyar sajtónyelvben.

## Képgaléria

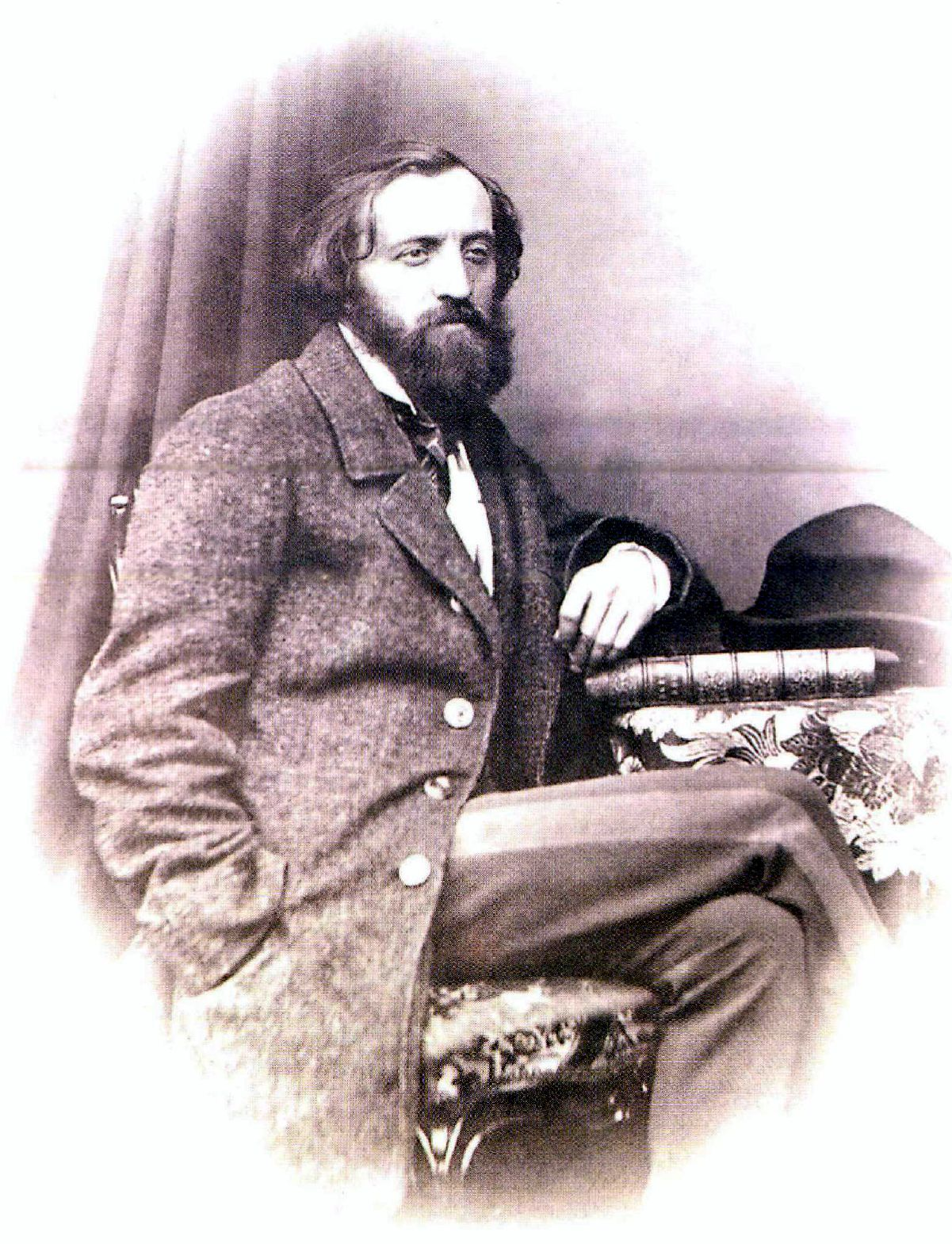
Csernátony Lajos 1857-ben
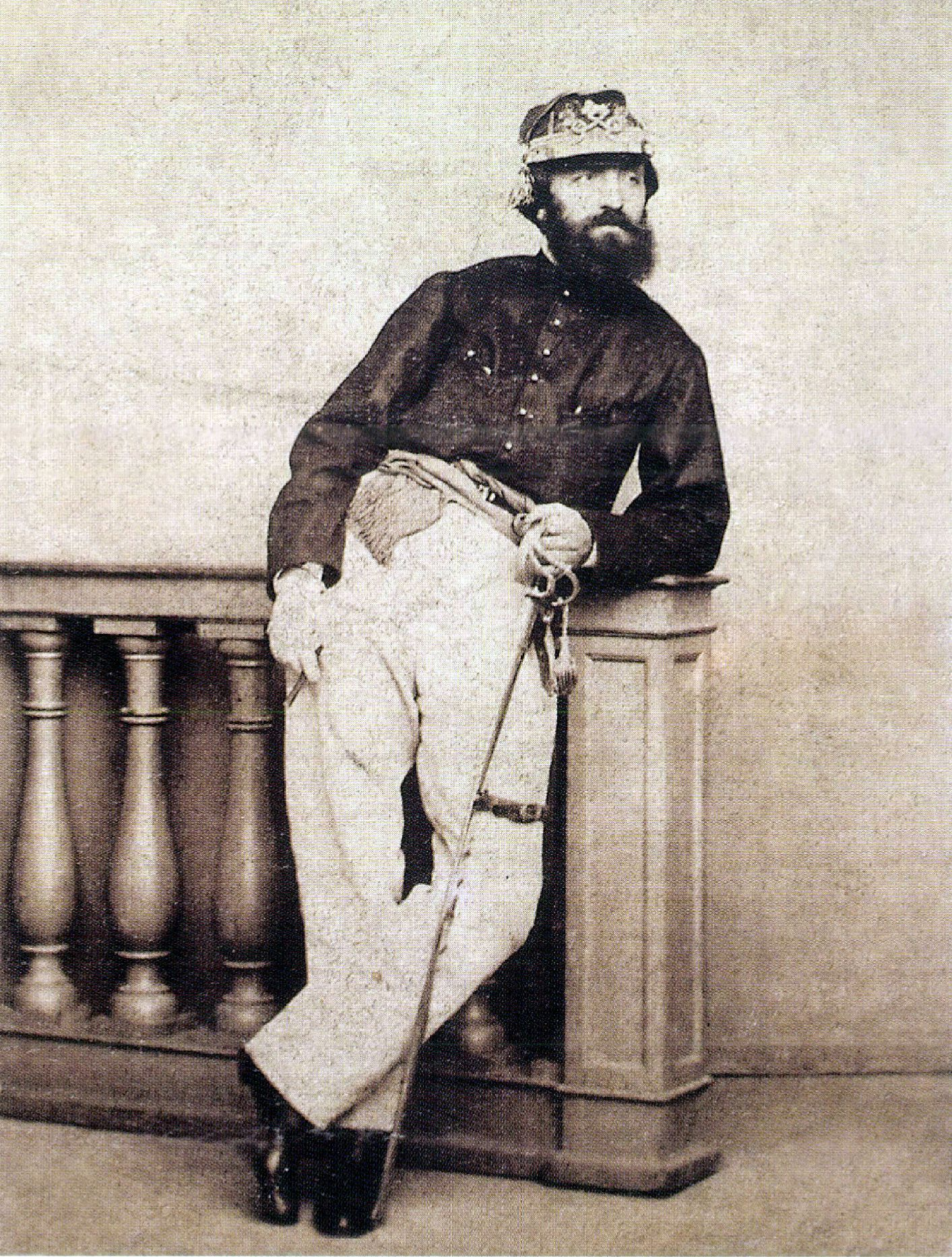
Csernátony Lajos, az itáliai magyar légió tisztjeként Nápolyban 1860 és 1861 fordulóján
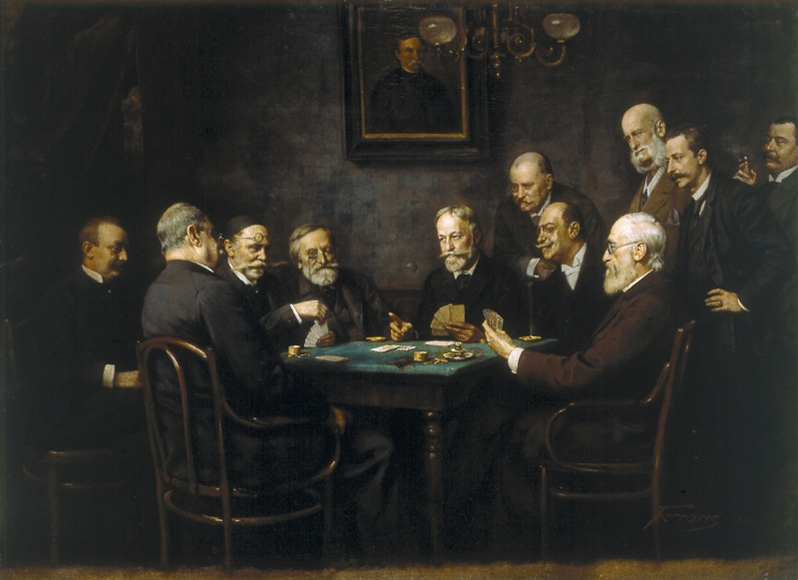
A történelmi tarokkparti résztvevőjeként, balról a negyedik személy (Ferraris Artúr festménye)
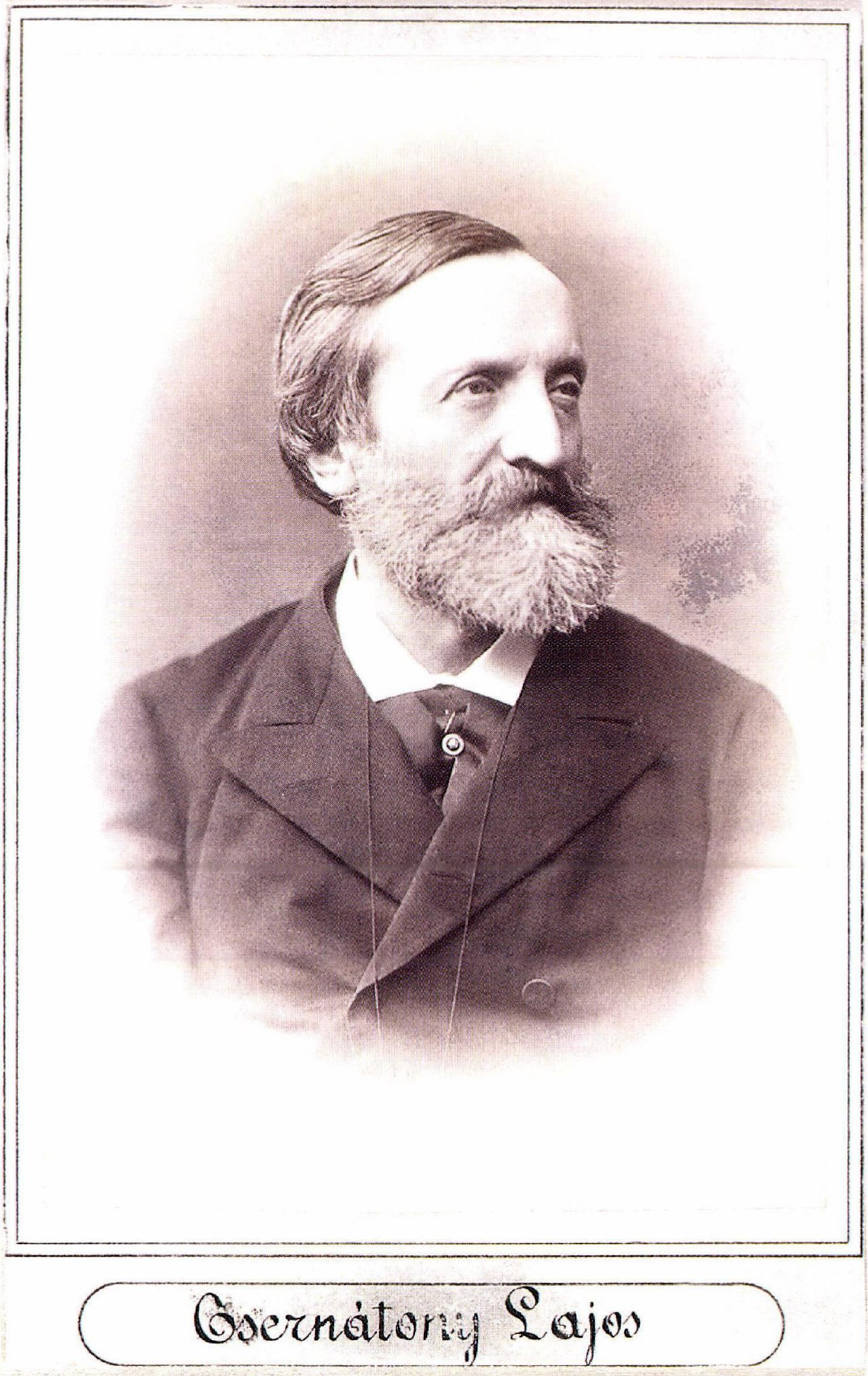
Portréja az 1880-as években
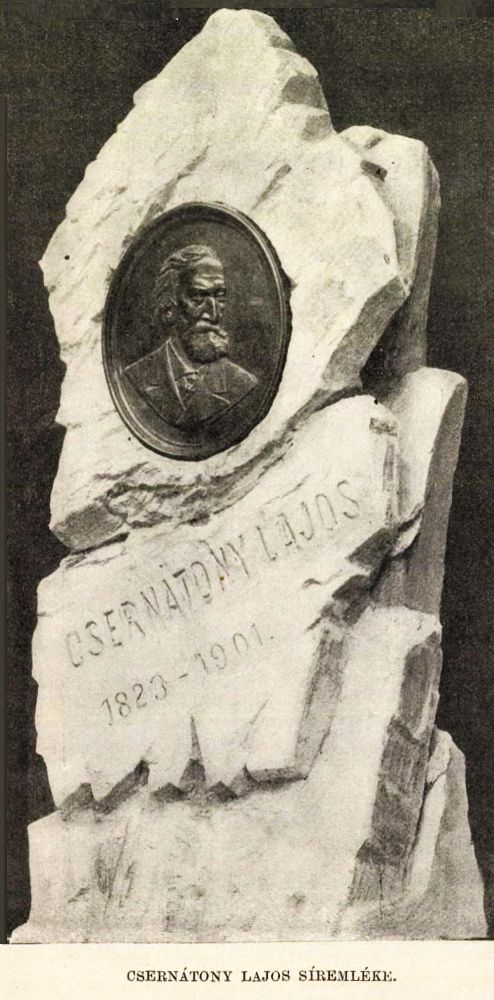
Az 1903. november 1-jén felavatott eredeti síremléke
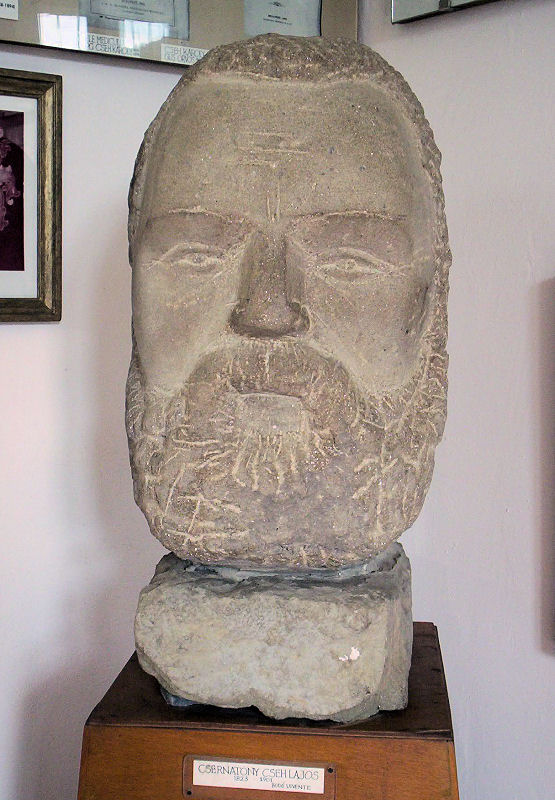
Szobra a csernátoni Haszmann Pál Múzeumban